# プジョー・104

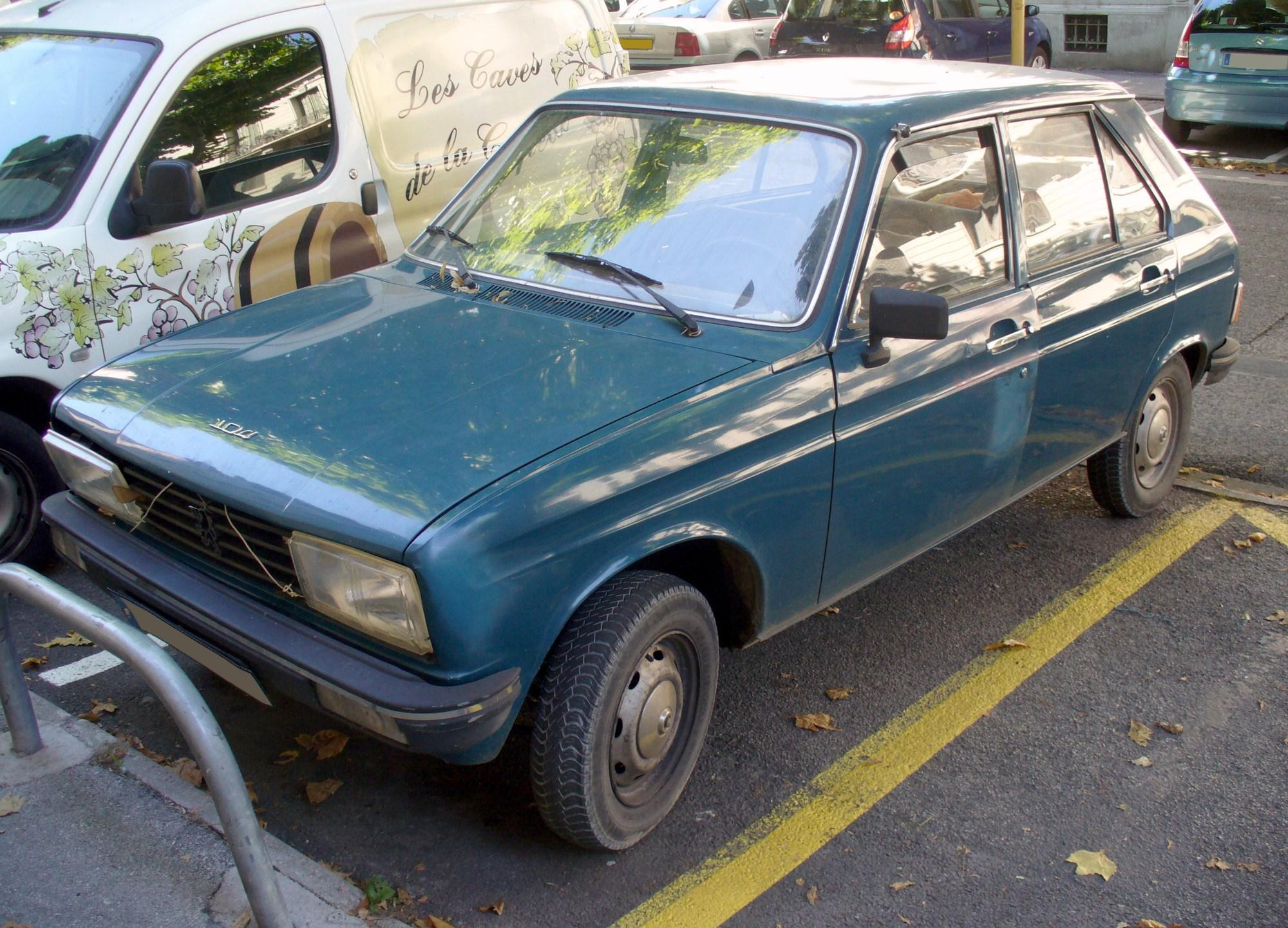
104(1976年以降)

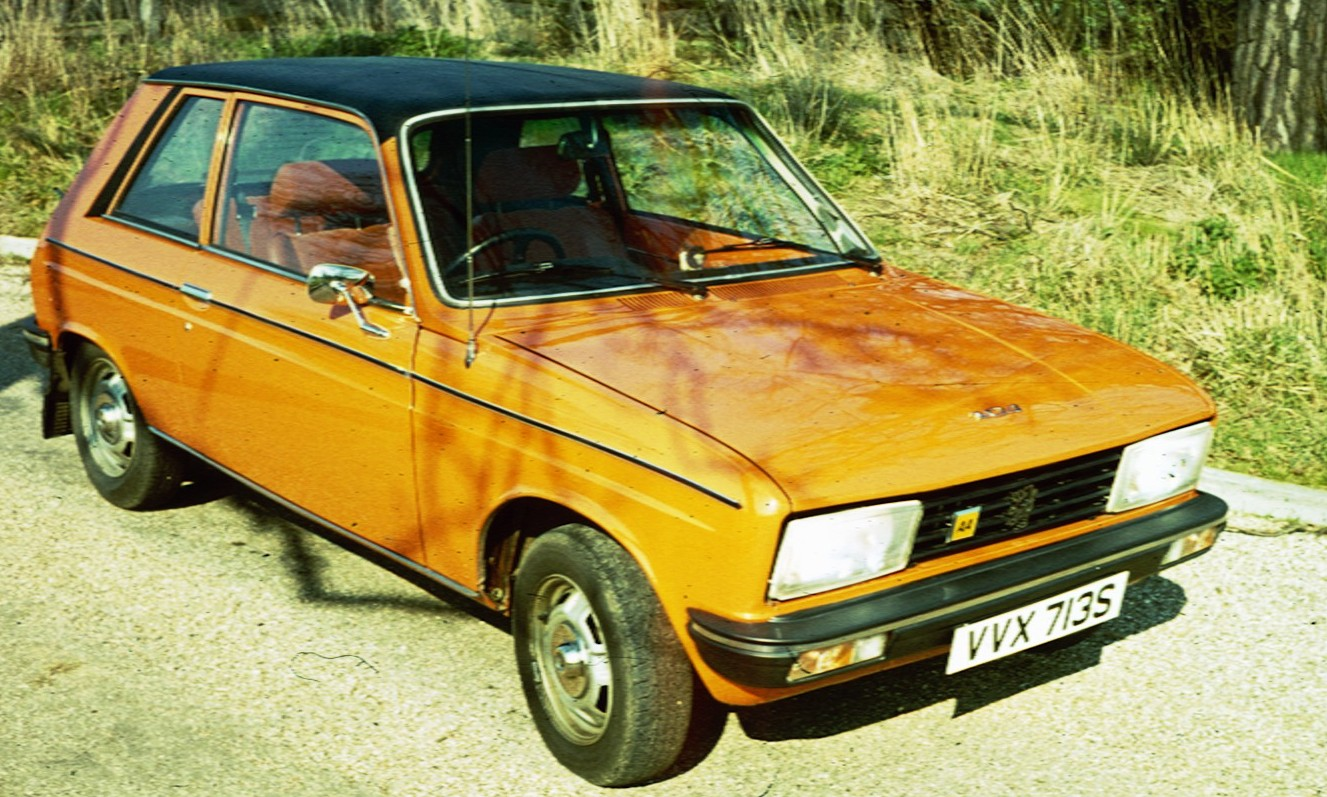
104ZSクーペ

プジョー・104（Peugeot 104 ）は、フランスの自動車会社であるプジョーが1972年から1988年まで生産した大衆車である。シトロエンのLNとヴィザ、タルボ・サンバは姉妹車に当たる。

## 概要
プジョー初の3桁数字が「1」から始まるボトムレンジモデルとして開発され、同じ1972年にデビューしたルノー・5と同クラスで競合した。トランスアクスルの上に横置きエンジンを重ねたイシゴニス式の前輪駆動車であることは兄貴分の204と同様である。ピニンファリーナのデザインになるボディは初の2ボックスとなったが、当初はバックドアではなく独立したトランクリッドを持つ4ドアセダンのみで登場した。車体寸法は全長×全幅×全高＝3,580 mm×1,520 mm×1,390 mmであった。
エンジンは204と同系列の全アルミ合金製の直列4気筒SOHCであるが、シリンダーブロックは後方へ72°も傾けて搭載されている。水平近くまで倒されたエンジン上部はスペアタイヤの収納場所に充てられている。排気量は204より100 cc小さい954 ccで、最高出力46 PS/6,000 rpmを発揮した。
1976年にはバックドアを設けた5ドアセダンのGLSを追加発表し、エンジンも204と同じ1,123 cc 50 PS/4,800 rpmに拡大された。更に1979年には1,200　cc/1,400　ccもラインナップされた。1983年には205が登場したが、「105」は欠番のまま104が1988年まで16年間にわたって継続生産され、累計生産台数は1,624,992台に達した。後継モデルは生産中止から3年後の1991年に登場した106となる。

## クーペ
104クーペは1973年に追加されたが、204/304クーペのようなスポーティーモデルと言うより、ルノー5と直接対決するためのより小型の3ドアハッチバックという性格であった。全高はセダンと変わらず、ホイールベースが短縮され、全長×全幅×全高は3,370 mm×1,520 mm×1,360 mmとなった。1975年には1,360 cc 80 PS/5,800 rpmエンジンを持つスポーツモデルのZSも追加された。

## 兄弟車種
104は当初純粋なプジョー車として開発されたが、プジョーが1974年にシトロエンを吸収合併し持株会社「PSA・プジョーシトロエン」(当初は単にPSAと呼称=Peugeot Société Anonyme)を設立、さらに1979年にクライスラー UK（旧ルーツ・グループ）及びシムカ)を傘下に収めると、両社のベーシックカーのベースモデルとして104が使われることになった。1975年デビューのシトロエン・LN、1978年発売のヴィザ、1981年登場のタルボ・サンバはいずれも104のフロアパンを用いた姉妹車である。
なお、ヴィザ（GT）とサンバ（カブリオレ）は、当時インポーターであった西武自動車販売によって日本にも輸入されたが、104は正規輸入されることなく終わった。